# Fimoviridae
Fimoviridae es una familia de virus ARN que infectan plantas. Contienen un genoma de ARN monocatenario negativo y por lo tanto se incluyen en el Grupo V de la Clasificación de Baltimore. La familia incluye un género y 21 especies.

## Descripción
Los virus de la familia Fimoviridae tienen una nucleocápside con geometría esférica, y simetría T = 3. La cápside posee envoltura vírica. El diámetro es de alrededor de 80 a 30 nm. Los genomas son lineales y segmentados de alrededor de 12.3–18.5 kb de longitud.
La replicación viral se produce en el citoplasma. La entrada en la célula huésped se logra mediante la penetración en la célula huésped. La replicación sigue el modelo de replicación de los virus de ARN de cadena negativa. La transcripción de los virus de ARN de cadena negativa es el método de transcripción. Las plantas sirven como huéspedes naturales.
Dependiendo de la planta hospedante, los síntomas de la infección por fimovirus varían desde el moteado de las hojas, manchas, aclaramiento de las venas, manchas anulares cloróticas, coloración amarillenta, esterilidad de las flores hasta un mosaico general. Los fimovirus se transmiten por injerto y hay evidencia de que muchos tienen vectores de ácaros eriófidos.

## Taxonomía
Incluye las siguientes especies:
- Actinidia chlorotic ringspot-associated emaravirus
- Actinidia emaravirus 2
- Aspen mosaic-associated emaravirus
- Blackberry leaf mottle associated emaravirus
- Camellia japonica-associated emaravirus 1
- Camellia japonica-associated emaravirus 2
- European mountain ash ringspot-associated emaravirus
- Fig mosaic emaravirus
- High Plains wheat mosaic emaravirus
- Jujube yellow mottle-associated emaravirus
- Lilac chlorotic ringspot-associated emaravirus
- Palo verde broom emaravirus
- Pear chlorotic leaf spot-associated emaravirus
- Perilla mosaic emaravirus
- Pigeonpea sterility mosaic emaravirus 1
- Pigeonpea sterility mosaic emaravirus 2
- Pistacia emaravirus B
- Raspberry leaf blotch emaravirus
- Redbud yellow ringspot-associated emaravirus
- Rose rosette emaravirus
- Ti ringspot-associated emaravirus